# 新田部皇女
新田部皇女（にいたべのひめみこ）は、天智天皇の皇女。母は橘娘（父：阿倍内麻呂）。同母の姉に明日香皇女。699年に死亡した時、葬儀には皇族・臣下および百官の人々が参列するようにと勅があった。

## 血縁
- 父：天智天皇
- 母：阿倍橘娘（父：阿倍内麻呂）
- 姉：明日香皇女（忍壁皇子妃）

- 伯母：小足媛
- 従兄弟：有間皇子

- 夫：天武天皇
  - 子：舎人親王